# Jason Gailes
Jason Gailes, född den 28 mars 1970 i Dighton i USA, är en amerikansk roddare.
Han tog OS-silver i scullerfyra i samband med de olympiska roddtävlingarna 1996 i Atlanta.